# نبرد غرب هوبئی
نبرد غرب هوبئی (انگلیسی: Battle of West Hubei) یکی از ۲۲ درگیری اصلی بین ارتش انقلابی ملی (NRA) و نیروی زمینی امپراتوری ژاپن (IJA) در طول جنگ دوم چین و ژاپن بود.